# 扎盧日扎 (穆卡切沃區)
48°21′28″N 22°51′15″E / 48.35778°N 22.85417°E
扎盧日扎（烏克蘭語：Залужжя），是烏克蘭的村落，位於該國西部外喀爾巴阡州，由穆卡切沃區負責管轄，面積0.41平方公里，海拔高度164米，2001年人口1,268，人口密度每平方公里3,070.22人。